# کلودیو ویواس
کلودیو ویواس (انگلیسی: Claudio Vivas؛ زادهٔ ۱۲ اوت ۱۹۶۸) بازیکن فوتبال اهل پرو است.
از باشگاه‌هایی که در آن بازی کرده‌است می‌توان به باشگاه فوتبال نیولز اولد بویز اشاره کرد.